# Paate
Paate is een plaats in de Estlandse gemeente Toila, provincie Ida-Virumaa. De plaats heeft de status van dorp (Estisch: küla).

## Bevolking
Het dorp had 23 inwoners op 31 december 2011 en 28 inwoners op 31 december 2021.

## Ligging
De Põhimaantee 1, de hoofdweg van Tallinn naar Narva, komt langs Paate.